# 諮詢公司
咨询公司又稱顾问公司，是指提供專業意见并據此收取费用的服务公司。咨询公司可能只有一名雇员，也可能有数千名雇员。它们能在不同的领域提供咨询，例如、管理咨询、工程咨詢等。